# باشگاه فوتبال ایر یونایتد
باشگاه فوتبال ایر یونایتد (به انگلیسی: .Ayr United F.C) باشگاهی واقع در شهر ایر اسکاتلند می‌باشد که در سال ۱۹۱۰ تأسیس شده‌است. این باشگاه در سطح اول فوتبال اسکاتلند حضور دارد.

## افتخارات
۶ قهرمانی دسته ۳ فوتبال اسکاتلند
۳ قهرمانی دسته ۴ فوتبال اسکاتلند